# Individualisme
Individualisme is een filosofisch standpunt waarbij de gedachtegangen en de rechten van het individu boven het belang van de gemeenschap worden geplaatst. De kern van individualisme is dat een groep geen rechten heeft, maar dat enkel individuen rechten hebben; daarmee is het tegengesteld aan collectivisme.
Bij het individualisme staat het recht op zelfbeschikking centraal. Elk individu heeft het recht om zijn leven zelf in te vullen, zonder dat anderen hem gaan opdringen hoe deze zijn leven zou moeten leiden.

## Boeken
- Dirk Verhofstadt Pleidooi voor individualisme - 2004

## Verwijzingen
- Communitarisme
- Kapitalisme
- Liberalisme
- Libertarisme

extreemlinks · radicaal-links · links · centrum · rechts · radicaal-rechts · extreemrechts 

confessionalisme · christendemocratie · conservatisme · neoconservatisme · paleoconservatisme · islamisme

liberalisme · klassiek liberalisme · economisch liberalisme · conservatief-liberalisme · progressief liberalisme · neoliberalisme · libertarisme · groenliberalisme · geoïsme

anarchisme · syndicalisme · feminisme · ecologisme · ecofascisme · agrarisme · progressivisme 

marxisme · communisme · trotskisme · leninisme · stalinisme · maoïsme · socialisme · sociaaldemocratie · communitarisme

populisme · fortuynisme · solidarisme · nationalisme · linksnationalisme · fascisme · nationaalsocialisme